# Gierłoż (Kętrzyn)

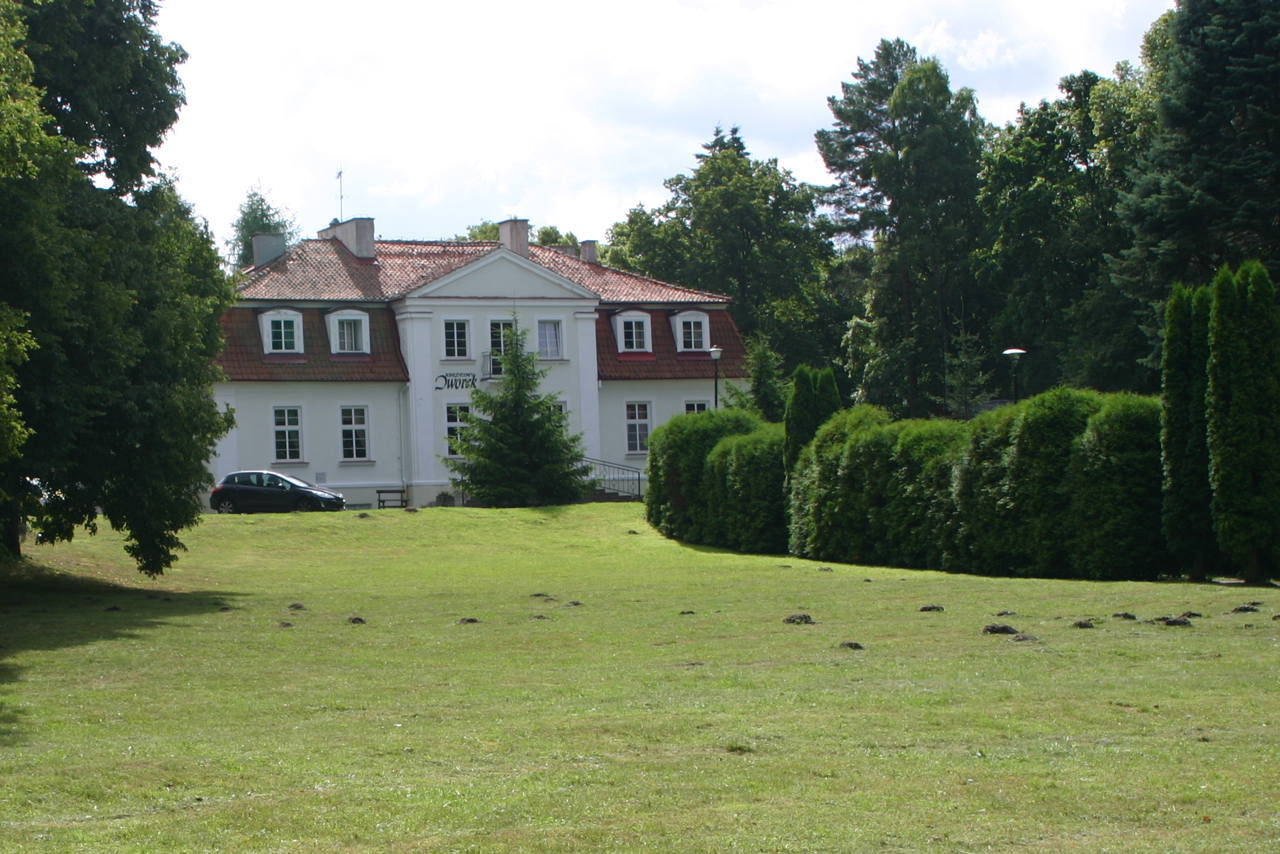
Ehemaliges Gut und Gartenanlage, danach Offizierscasino der Luftwaffe, heute ein Hotel

Gierłoż (deutsch Görlitz) ist ein Dorf in Polen in der Woiwodschaft Ermland-Masuren. Es gehört zur Gmina Kętrzyn (Landgemeinde Rastenburg) und ist administrativ dem Schulzenamt Czerniki zugeordnet.

## Geographie
Das Dorf liegt im Norden Polens, etwa 30 Kilometer südlich der Grenze zur Oblast Kaliningrad im ehemals deutschen Ostpreußen. Kętrzyn (Rastenburg) liegt etwa acht Kilometer westlich.

## Geschichte
Das Dorf wurde 1353 vom Komtur Wolfgang von Sauer angelegt. Inmitten von Mooren und Seen legte von Sauer hier ein Jagdgut an, womit die nahegelegene Festung des Deutschen Ordens in Rastenburg (Kętrzyn) mit Wild versorgt wurde.
1907 erfolgte der Anschluss an das Schienennetz.
Nach dem Ersten Weltkrieg war das Dorf bei den Einwohnern Rastenburgs ein beliebtes Ausflugsziel. So entstanden hier Wochenendhäuschen, Restaurants und Pensionen.
1940, während des Zweiten Weltkrieges, wurde in unmittelbarer Nähe des Dorfes mit den Arbeiten am Führerhauptquartier Wolfsschanze begonnen. Im Januar 1945 marschierte die Rote Armee in das Dorf ein. 
Die Reste der Wolfsschanze wurden 1959 touristisch zugänglich gemacht. 
Gierłoż wurde 1973 dem Schulzenamt Czerniki zugeordnet.
In der Ortschaft gab es 1785 vier Wohnhäuser. 1817 waren es drei, in denen 18 Menschen wohnten.
1970 lebten hier 48 Menschen, im Jahr 2000 waren es 24.

## Kultur und Sehenswürdigkeiten
- Park Miniatur Warmii i Mazur
- Ruinen der Wolfsschanze
- die Seen Mój und Siercze

## Verkehr
Das Dorf liegt an einer Nebenstraße, die etwa sechs Kilometer südöstlich in die Woiwodschaftsstraße 592 mündet. Über diese ist auch die Kreisstadt Kętrzyn erreichbar. Gierłoż ist Bahnstation an der heute noch für touristische Zwecke genutzten Bahnstrecke Kętrzyn–Węgorzewo.
Der nächste internationale Flughafen in Polen ist der Lech-Wałęsa-Flughafen Danzig in etwa 200 Kilometern Entfernung. Der geographisch näher gelegene Flughafen ist der Flughafen Kaliningrad etwa 90 Kilometer nördlich in der russischen Oblast Kaliningrad.